# 범용 상품 부호
범용 상품 부호(Universal Product Code, UPC) 또는 세계 상품 코드는 북아메리카와 영국, 오스트레일리아, 뉴질랜드에서 상품 식별을 위해 널리 쓰이는, 바코드 따위에 쓰이는 기호이다.

## 현재 부호

UPC-A 바코드에서 각 숫자는 7비트 시퀀스로 표현되며 일련의 대체 막대와 공간으로 변환된다. 녹색으로 보이는 보호 막대는 6개의 숫자를 두 개로 나누면서 타이밍을 조절한다.

막대 및 공간 패턴은 0~9로 다음과 같이 이루어져 있다:
| 숫자 | L 패턴  | R 패턴  | 길이 |
| ---- | ------- | ------- | ---- |
| 0    | 0001101 | 1110010 | 3211 |
| 1    | 0011001 | 1100110 | 2221 |
| 2    | 0010011 | 1101100 | 2122 |
| 3    | 0111101 | 1000010 | 1411 |
| 4    | 0100011 | 1011100 | 1132 |
| 5    | 0110001 | 1001110 | 1231 |
| 6    | 0101111 | 1010000 | 1114 |
| 7    | 0111011 | 1000100 | 1312 |
| 8    | 0110111 | 1001000 | 1213 |
| 9    | 0001011 | 1110100 | 3112 |

## 그 밖의 종류
UPC는 일반적으로 UPC-A를 가리키지만 그 밖의 다른 종류도 있다.
- UPC-B: 12자리 UPC 버전. 검사 기호가 없음. 국가 약제 등에 쓰임.
- UPC-C: 12자리 UPC 버전. 검사 기호가 있음.
- UPC-D: 가변 길이 부호(12자리 이상) + 12자리 검사 기호. 이 버전은 보통 쓰이지 않는다.
- UPC-5: 5자리 UPC 버전. 서적에 쓰임.

## 같이 보기
- GS1
- EAN-13